# Claude Tresmontant
Claude Tresmontant (5 de agosto de 1925 – 16 de abril de 1997) foi um filósofo, helenista e teólogo francês. 

## Biografia
Claude Tresmontant ensinou filosofia medieval e filosofia da ciência na Sorbonne.  Ele era membro da Academia de Ciências Morais e Políticas. Ele recebeu o Prêmio Maximilien-Kolbe em 1973 e o Grande Prêmio da Academia de Ciências Morais e Políticas por suas obras completas em 1987.

## Obras
- (em francês) Essai sur la pensée hébraïque, éd. O.E.I.L., 1953 (republicado em 1956).[3]
- (em francês) Études de métaphysique biblique, éd. O.E.I.L., 1955 (republicado em 1998).
- (em francês) Introduction à la pensée de Teilhard de Chardin, Éditions du Seuil, 1956.[3]
- (em francês) Saint Paul et le mystère du Christ, Éditions du Seuil, Collections Microcosme «Maîtres spirituels», 1956 (republicado em 2006).[3]
- (em francês) La doctrine morale des prophètes d'Israël, Éditions du Seuil, 1958.
- (em francês) Essai sur la connaissance de Dieu, Éditions du Cerf, 1959.
- (em francês) Maurice Blondel. Lucien Laberthonnière. Correspondance philosophique, éd. O.E.I.L., 1961.
- (em francês) La métaphysique du christianisme et la naissance de la philosophie chrétienne, Éditions du Seuil, 1961 (republicado em 1968).
- (em francês) Les idées maîtresses de la métaphysique chrétienne, Éditions du Seuil, 1962.
- (em francês) Les origines de la philosophie chrétienne, éd. O.E.I.L., 1962.
- (em francês) Introduction à la métaphysique de Maurice Blondel, Éditions du Seuil, 1963.
- (em francês) La métaphysique du christianisme et la crise du XIIIe siècle, Éditions du Seuil, 1964.
- (em francês) Comment se pose aujourd'hui le problème de l'existence de Dieu, Éditions du Seuil, 1966 (republicado em 2002).
- (em francês) Le problème de la Révélation, Éditions du Seuil, 1969.
- (em francês) L'enseignement de Ieschoua de Nazareth, Éditions du Seuil, 1970 (republishing 1980).
- (em francês) Sciences de l'univers et problèmes métaphysiques, Éditions du Seuil, 1970.
- (em francês) Le problème de l'âme, Éditions du Seuil, 1971.
- (em francês) Le problème de l'athéisme, Éditions du Seuil, 1972.
- (em francês) Introduction à la théologie chrétienne, Éditions du Seuil, 1974.
- (em francês) La mystique chrétienne et l'avenir de l'homme, Éditions du Seuil, 1977.
- (em francês) La crise moderniste, Éditions du Seuil, 1979 (republicado em 1988).
- (em francês) Problèmes du christianisme, Éditions du Seuil, 1980.
- (em francês) Le prophétisme hébreu, éd. O.E.I.L., 1982 (republicado em 1997).
- (em francês) Le Christ hébreu, présentation et imprimatur de Monseigneur Jean-Charles Thomas, éd. O.E.I.L., 1983 (republicado em 1992).
- (em francês) Apocalypse de Jean, éd. O.E.I.L., 1984 (republicado em 2005).
- (em francês) Évangile de Jean, éd. O.E.I.L., 1984.
- (em francês) L'Histoire de l'Univers et le sens de la Création, éd. O.E.I.L., 1985 (republicado em 2006).
- (em francês) Évangile de Matthieu, éd. O.E.I.L., 1986 (republicado em 1996).
- (em francês) L'opposition métaphysique au monothéisme hébreu: de Spinoza à Heidegger, éd. O.E.I.L., 1986.
- (em francês) Évangile de Luc, éd. O.E.I.L., 1987.
- (em francês) Les premiers éléments de la théologie, François-Xavier de Guibert, éd. O.E.I.L., 1987.
- (em francês) Évangile de Marc, éd. O.E.I.L., 1988.
- (em francês) Schaoul qui s'appelle aussi Paulus. La théorie de la métamorphose, éd. O.E.I.L., 1988.
- (em francês) Les métaphysiques principales: essai de typologie, éd. O.E.I.L., 1989.
- (em francês) Les malentendus principaux de la théologie, éd. O.E.I.L., 1990 (republicado em 2007).
- (em francês) Les Évangiles: Jean, Matthieu, Marc, Luc, éd. O.E.I.L., 1991 (republicado em 2007).
- (em francês) Problèmes de notre temps: chroniques, éd. O.E.I.L, 1991.
- (em francês) La question du miracle: à propos des Évangiles: analyse philosophique, éd. O.E.I.L., 1992.
- (em francês) Enquête sur l'Apocalypse: auteur, datation, signification, éd. O.E.I.L., 1994.
- (em francês) L'activité métaphysique de l'intelligence et la théologie, éd. O.E.I.L., 1996.
- (em francês) Le Bon et le Mauvais. Christianisme et politique, éd. O.E.I.L., 1996.
- (em francês) La finalité de la Création, le salut et le risque de perdition, éd. O.E.I.L., 1996.
- (em francês) Judaïsme et christianisme, éd. O.E.I.L., 1996.
- (em francês) La pensée de l'Église de Rome. Rome et Constantinople, éd. O.E.I.L., 1996.
- (em francês) La Prescience de Dieu, la prédestination et la liberté humaine, éd. O.E.I.L., 1996.
- (em francês) La question de l'immortalité de l'âme, éd. O.E.I.L., 1996.
- (em francês) La christologie du bienheureux Jean Duns Scot, l'Immaculée Conception et l'avenir de l'Église, Éditions du Seuil, 1997.
- (em francês) Quel avenir pour le christianisme?: «Tâches de la pensée chrétienne aujourd'hui» et autres textes sur la problématique générale du christianisme, éd. O.E.I.L., 2001.
- (em francês) Réalisme intégral: Claude Tresmontant, métaphysicien de la création; Anthologie de l'œuvre publiée, présentation Paul Mirault, préface Yves Tourenne, éd. François-Xavier de Guibert, 2012.